# الإنترنت في سوريا
دخل الإنترنت إلى سوريا متأخر، وحتى عام 1999 لم يكن يسمح للمواطنين السوريين بالاشتراك بالإنترنت. غير أن بعض مؤسسات الدولة كان لها اتصال بالإنترنت منذ عام 1997 .
في عام 2000 نشرت الدكتورة حسناء سخيطة بحثا عن تاريخ الإنترنت وخططها في سوريا. أطلق هذا المشروع عام 1996 من قبل مؤسسة الاتصالات السورية والجمعية المعلوماتية، وبتعاون علمي واستشاري من المعهد العالي للعلوم التطبيقية والتكنولوجيا، وأقرته الحكومة السورية في 29 كانون الأول من نفس العام، ثم بدأ العمل في 17 تشرين الثاني عام 1997. قدم المشروع التجريبي خدماته لـ 150 مشتركا كحد أقصى في البداية، وكانوا جميعا من الهيئات الحكومية أو شبه الحكومية في سوريا.
تكون المشروع التجريبي من مخدم يخزن عناوين المشتركين وبريدهم الإلكتروني، وموجه متصل من الخارج مع مزود خدمة عالمي بعرض حزمة 64 كيلوبت في الثانية، ومن الداخل مع عشرين جهاز مودم، ومخدم مخصص لمراقبة الشبكة وحجب المواقع غير المرغوبة.
ومن أهداف هذا المشروع التجريبي المعلنة "تدريب الكوادر التقنية على مراقبة واكتشاف وحجب المواقع غير المرغوبة"، إضافة إلى "وضع القواعد الناظمة لاستثمار الإنترنت في سوريا على نطاق واسع.
وفي عام 2001 نجح رجل أعمال سوري بعقد صفقة مع الجمعية العلمية السورية للمعلوماتية لتشغيل مزود خدمة خاص بالجمعية يحمل اسمها لمدة خمس سنوات، وتم تجديد الاتفاق عام 2006 مع تغيير اسم مزود الخدمة إلى «الأولى».
وشهد عام 2005 بدء تشغيل مزود خدمة جديد هو آية، ومزود خدمة آخر تابع لمؤسسة الاتصالات هو تراسل، وأضيف إليهما لاحقا مزود خدمة خاص جديد هو CEC. وكانت خدمة Dial-up هي الخدمة الأكثر استخداما من قبل السوريين قبل انتشار اشتراكات الحزمة العريضة ADSL .
وفي نهاية العام2010 بدأت خدمة ADSL بالانتشار بشكل كبير في سوريا حيث بلغ عدد مزودات الخدمة الخاصة 15 مزود جميعا تتخذ من العاصمة دمشق مقارا رئيسية لها. وفي بدايات العام2017 ارصبح عدد مزودات الخدمة 30 مزود خاص بالإضافة لمزود تراسل التابع للحكومة السورية